# Disneyland Railroad

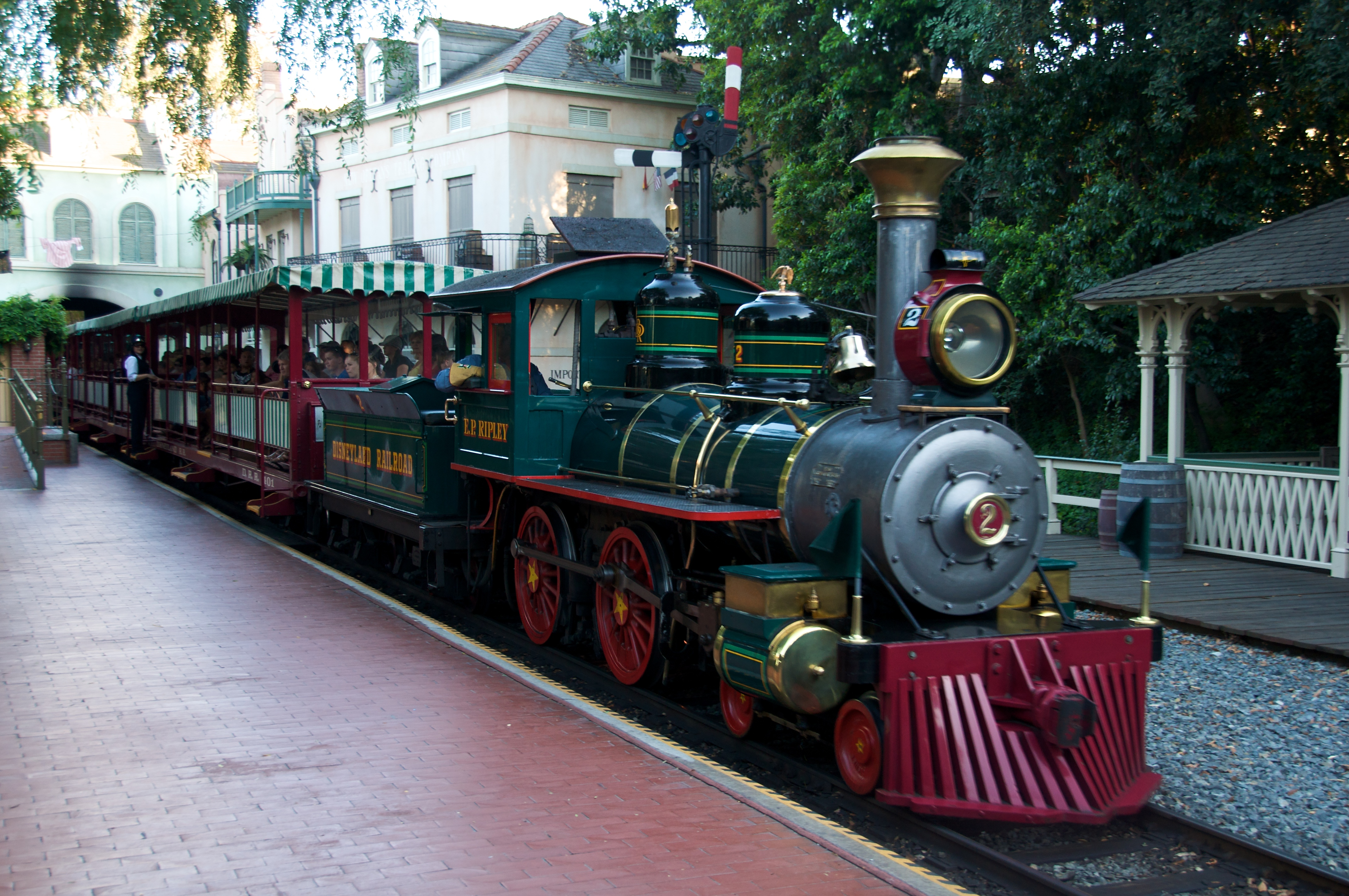
Locomotiva a vapor "E.P. Lipley" da Disneyland Railway

O Disneyland Railroad (DRR), anteriormente conhecido como Santa Fe & Disneyland Railroad, é uma ferrovia histórica de calibre estreito de 3 pés (914 mm) e uma atração no parque temático da Disneyland Resort em Anaheim, Califórnia, Estados Unidos. O seu percurso tem 1,9 km (1,2 milhas) de comprimento e circunda a maior parte do parque, com estações de trem em quatro áreas diferentes do parque. A linha férrea, construída pela WED Enterprises, funciona com duas locomotivas a vapor construídas pela WED e três locomotivas a vapor históricas originalmente construídas pela Baldwin Locomotive Works. O passeio demora cerca de 18 minutos para completar uma viagem de ida e volta na linha principal, quando estão circulando três trens, e 20 minutos quando estão circulando quatro trens. Podem estar em funcionamento dois a quatro trens em qualquer altura, três em média.
A atração foi concebida por Walt Disney, que se inspirou na miniatura da Carolwood Pacific Railroad, construída no seu quintal. A Disneyland Railroad foi aberta ao público aquando da inauguração da Disneyland, a 17 de julho de 1955. Desde então, foram efetuadas várias alterações ao seu percurso, incluindo a adição de dois grandes dioramas no final da década de 1950 e em meados da década de 1960. Foram feitas várias alterações ao seu material circulante, incluindo a conversão de uma das suas carruagens numa carruagem de salão em meados da década de 1970, e a mudança de óleo diesel para biodiesel para abastecer as suas locomotivas no final da década de 2000.
A ferovia tem sido constantemente considerado como uma das principais atrações da Disneyland, exigindo um bilhete C para andar quando os bilhetes A, B e C foram introduzidos em 1955, um bilhete D para andar quando estes foram introduzidos em 1956 e um bilhete E para andar quando estes foram introduzidos em 1959. A utilização dos bilhetes E manteve-se até à introdução de um sistema de admissão de preço único em 1982. Com um número estimado de 6,6 milhões de passageiros por ano, a DRR tornou-se um dos caminhos-de-ferro a vapor mais populares do mundo.

## História
Em 1953, um terreno de 139 acres (56 hectares) em Anaheim foi designado como o local pretendido para a Disneyland na Califórnia. Walt Disney, um entusiasta das ferrovias, desenhou o traçado triangular da Disneyland Railroad em 8 de agosto do mesmo ano. Depois de obter os fundos necessários para a construção do parque e de adquirir todos os títulos de propriedade do terreno, a construção do parque e da ferrovia teve início em agosto do ano seguinte. A fim de reduzir os custos, foi celebrado um acordo de patrocínio com o Atchison, Topeka and Santa Fe Railway, tendo a ferrovia sido designada como Santa Fé & Disneyland Railroad até 30 de setembro de 1974, data em que o acordo terminou.
A ferrovia foi inaugurada com estações na Main Street, USA. e na Frontierland. No dia da inauguração, o próprio Walt Disney conduziu a locomotiva n.º 2 até à estação de Main Street, USA., juntamente com o então governador da Califórnia, Goodwin Knight, e o presidente das Atchison, Topeka and Santa Fe Railway, Fred Gerry, e foi saudado pelo anfitrião da inauguração, Art Linklater, pelo ator Loner Regan e outros e deu uma breve entrevista antes do anúncio oficial da inauguração do parque por Walt Disney. Walt Disney deu uma breve entrevista antes do anúncio oficial da abertura do parque.
Em 1956, foi acrescentada uma nova estação na Fantasyland, mas em vez de um edifício como as duas estações anteriores, foi construída apenas uma plataforma coberta. A estação da Fantasyland foi encerrada em julho de 1966 para dar lugar à It's a Small World, que foi exibida na Feira Mundial de Nova Iorque de 1964. A ferrovia acrescentou também a estação Tomorrowland em abril de 1958, aumentando o número total de paragens para quatro. A estação foi também remodelada em conjunto com a remodelação da Tomorrowland em 1988.
Em 1962, quando o alinhamento do Disneyland Railroad foi alterado devido a obras na zona de New Orleans Square, a estação de Frontierland foi deslocada para longe de Frontierland, e a nova estação foi localizada do outro lado da ferrovia, em frente ao local original. A estação foi oficialmente renomeada New Orleans Square Station em setembro de 1996 e em 1985, a linha férrea reabriu na Fantasyland, com o nome da vizinha Videopolis. Com a abertura do Mickey's Toontown em 1993, a Disneyland Resort Railway substituiu a estação de Videopolis por um novo edifício da estação Mickey's Toontown.
Em 11 de janeiro de 2016, o Disneyland Railroad foi temporariamente encerrado para a construção do parque Star Wars: Galaxy's Edge; a ferrovia reabriu em 29 de julho de 2017, e o alinhamento ferroviário foi novamente alargado.

## Galeria

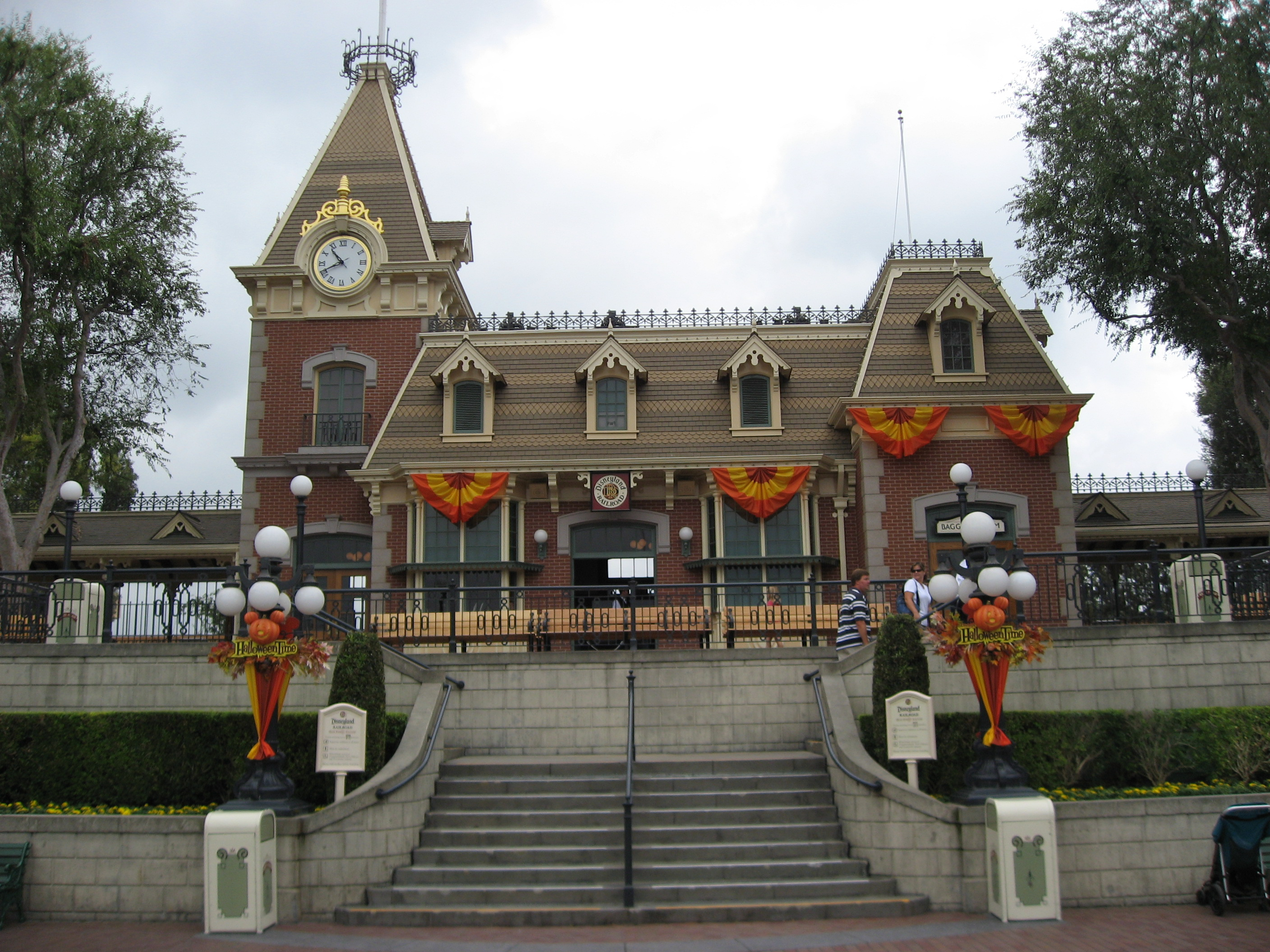
Estação da Main Street, USA
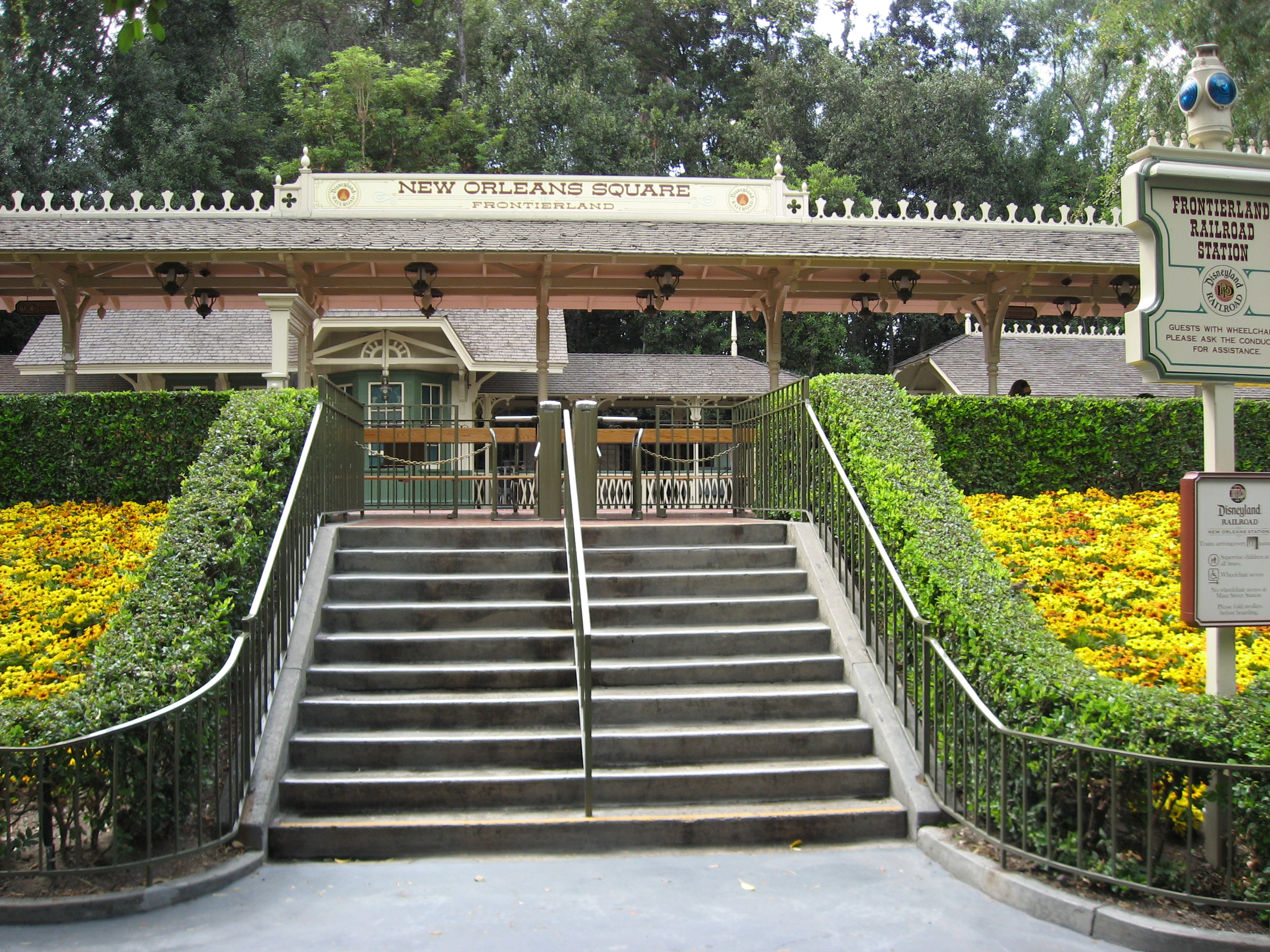
Estação da Frontierland
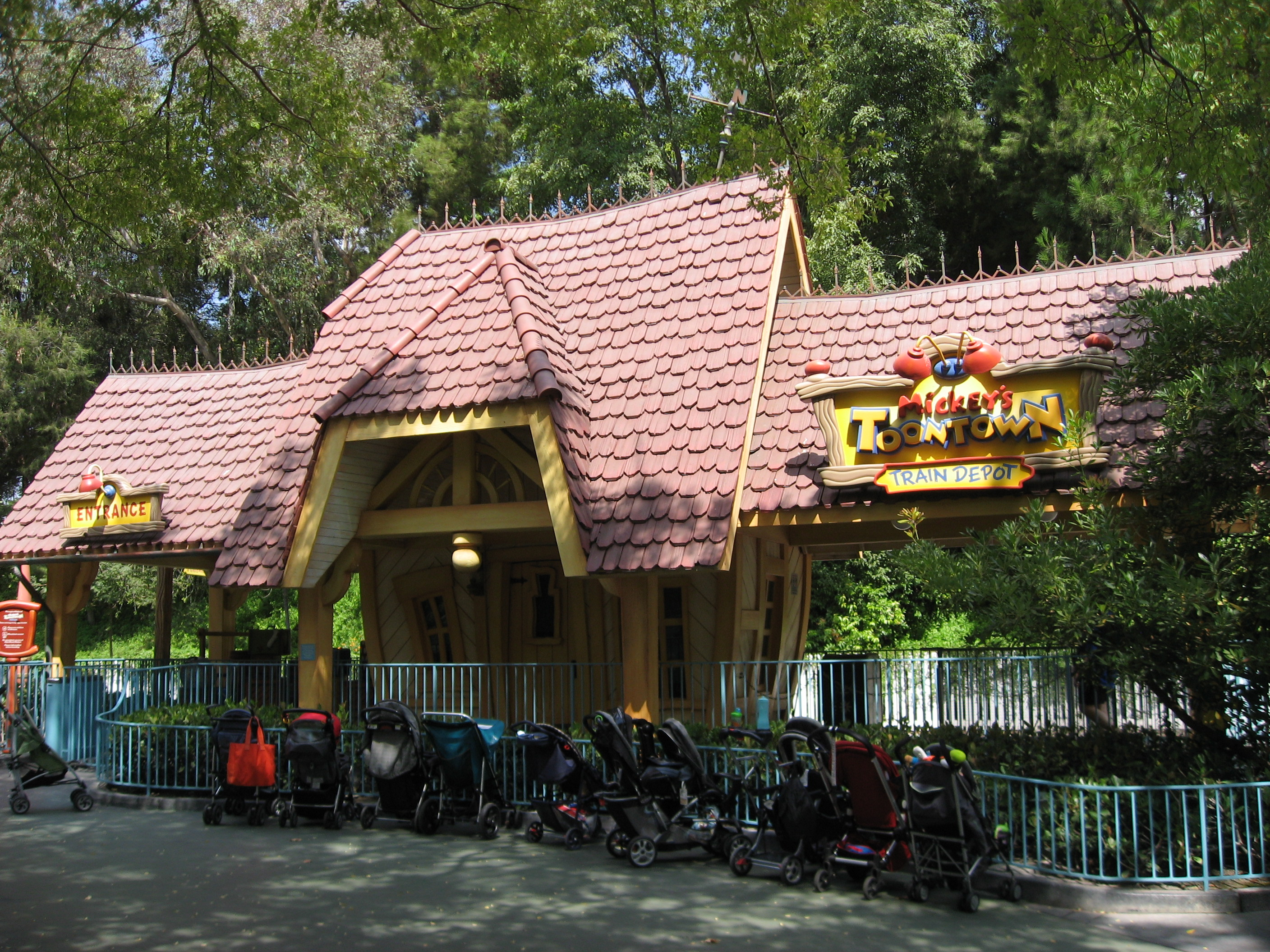
Estação da Mickey's Toontown
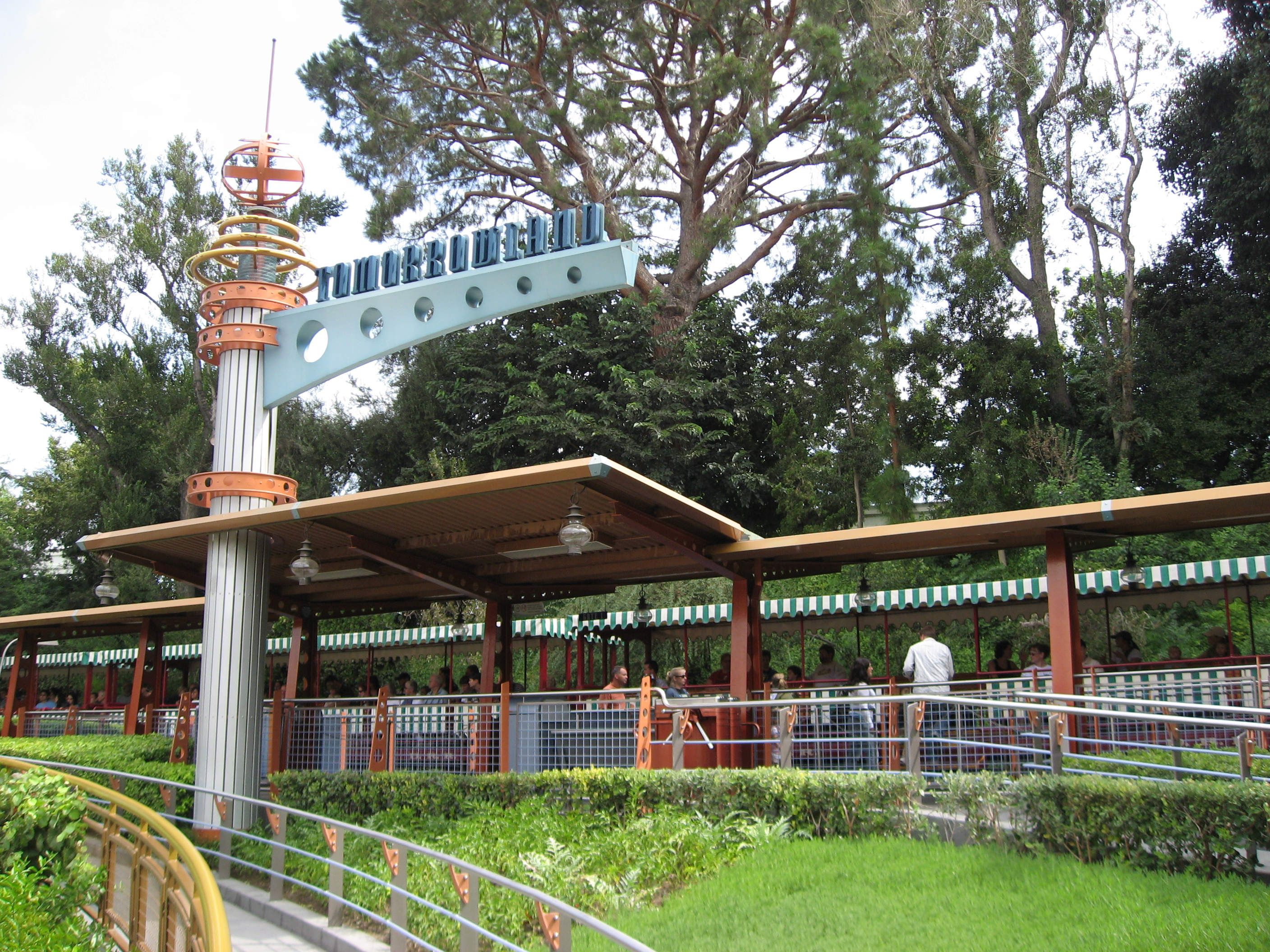
Estação da Tomorrowland